# I'm Standing on a Million Lives
I'm Standing on a Million Lives (100万の命の上に俺は立っている, Hyakuman no Inochi no Ue ni Ore wa Tatte Iru) est un shōnen manga écrit par Naoki Yamakawa et dessiné par Akinari Nao. Il est prépublié depuis le 9 juin 2016 dans le Bessatsu Shōnen Magazine, puis publié en volumes reliés par l'éditeur japonais Kōdansha. La version française est éditée par Pika Édition depuis septembre 2021.

## Synopsis
Elève de troisième, Yûsuke vit en marge de ses camarades. Ce garçon n'existe que devant sa console, à exceller aux jeux vidéo. Un jour, l'impossible se produit : Yûsuke se retrouve transporté dans un autre monde qui a tout d'un RPG ! Accompagné de Iu et Kusue, deux filles de sa classe, il va devoir user de son expérience de gamer pour accomplir des quêtes et sauver Tokyo. Seulement, ce joueur solo, aussi rationnel qu'insensible, peut-il prétendre à l'étoffe d'un héros ?

## Personnages
Yûsuke Yotsuya (四谷 友助, Yotsuya Yūsuke)
Voix japonaise : Yūto Uemura
Iu Shindo (新堂 衣宇, Shindo Iu)
Voix japonaise : Risa Kubota
Kusue Hakozaki (箱崎 紅末, Hakozaki Kusue)
Voix japonaise : Azumi Waki.
Yuka Tokitate (時舘 由香, Tokitate Yuka)
Voix japonaise : Makoto Koichi.
Kahabell (カハベル, Kahaberu)
Voix japonaise : Chiwa Saito.
Majiha Purple (マジハパープル, Majiha Pāpuru)
Voix japonaise : Kanako Takatsuki.
Majiha Pink (マジハピンク, Majiha Pinku)
Voix japonaise : Ai Furihata.
Keita Torii (鳥井 啓太, Torii Keita)
Voix japonaise : Toshiyuki Toyonaga.
Yana (ヤーナ, Yāna)
Voix japonaise : Ayana Taketatsu.
Ahyu (アォユー, Aoyū)
Voix japonaise : Aoi Yūki.
Canteele (カンティル, Kantiru)
Voix japonaise : Shin'ichirō Miki.
Thanzamer (サンザマ, Sanzamā)
Voix japonaise : Yoshimasa Hosoya.
Glenda Carter (グレンダ・カーター, Gurenda Kāta)
Voix japonaise : Saori Hayami.

## Manga
I'm Standing on a Million Lives est écrit par Naoki Yamakawa et dessiné par Akinari Nao. La série débute le 9 juin 2016 dans le 7e numéro du Bessatsu Shōnen Magazine de 2016. Depuis, la série est éditée sous forme de volumes reliés par Kōdansha et compte 21 tomes le 9 avril 2025 au Japon.
La version française est publiée par Pika Édition à partir du 8 septembre 2021.

### Liste des volumes
| no | Japonais          | Japonais                                                                 | Français          | Français          |
| no | Date de sortie    | ISBN                                                                     | Date de sortie    | ISBN              |
| --- | ----------------- | ------------------------------------------------------------------------ | ----------------- | ----------------- |
| 1 | 7 octobre 2016    | 978-4-06-395810-2                                                        | 8 septembre 2021  | 978-2-81-165169-5 |
| Liste des chapitres : - Chapitre 1 : Le serf guérillero et le début de la fin (ゲリラ農奴と終わりの始まり, Gerira nōdo to owarinohajimari) - Chapitre 2 : L'otaku horripilante et une leçon de séduction (駄目なタイプのオタクとモテ講座, Damena taipu no otaku to mote kōza) - Chapitre 3 : La force de Magiha Purple et l'ennemi (マジハパープルの力と敵, Majihapāpuru no chikara to teki) - Chapitre 4 : La bouchère et la voie de la chevalerie (肉斬り系女子と騎士の道, Niku kiri-kei joshi to kishi no michi)         |                   |                                                                          |                   |                   |
| 2 | 9 mars 2017       | 978-4-06-395878-2                                                        | 8 septembre 2021  | 978-2-81-165170-1 |
| Liste des chapitres : - Chapitre 5 : La raison d'être et la force d'une guerrière fragile (虚弱戦士の力と意味, Kyojaku senshi no chikara to imi) - Chapitre 6 : Croyant et croyant (信者と信者, Shinja to shinja) - Chapitre 7 : La guerrière de lumière et l'étranger de l'ombre (光の戦士と闇の他人, Hikari no senshi to yami no tanin) - Chapitre 8 : Les côtes et le cœur (肋骨と心臓, Rokkitsu to shinzō) - Chapitre 9 : La définition de "cargaison" (荷物の定義, Nimotsu no teigi)                                   |                   |                                                                          |                   |                   |
| 3 | 17 septembre 2017 | 978-4-06-510184-1                                                        | 24 novembre 2021  | 978-2-81-165171-8 |
| Liste des chapitres : - Chapitre 10 : La chevalière Kahabell (騎士カハベル, Kishi kahaberu) - Chapitre 11 : La neige et le monde (雪と世界, Yuki to sekai) - Chapitre 12 : L'été meurtrier (殺人犯の夏, Satsujin-han no natsu) - Chapitre 13 : Long et lointain (時間と距離, Jikan to kyori) - Chapitre 14 : Yâna et Aoiu (ヤーナとアォユー, Yāna to Aoyui) |                   |                                                                          |                   |                   |
| 4 | 9 janvier 2018    | 978-4-06-510547-4                                                        | 2 février 2022    | 978-2-81-165172-5 |
| Liste des chapitres : - Chapitre 15 : Un paradis factice (ハリボテの楽園, Haribote no rakuen) - Chapitre 16 : Le maxi-pieu et l'attaque surprise (大杭と奇襲, Dai kui to kishū) - Chapitre 17 : La défaite honorable et la gloire du perdant (栄光の敗走と敗走者の栄光, Eikō no haisō to haisō-sha no eikō) - Chapitre 18 : Impuissance (彼らはただそれを見上げる, Karera wa data sore o miageru) - Chapitre 19 : Les descendants de l'île-cataclysme (災害の島の末裔たち, Saigai no shima no matsuei-tachi)                |                   |                                                                          |                   |                   |
| 5 | 8 juin 2018       | 978-4-06-511573-2                                                        | 6 avril 2022      | 978-2-81-166818-1 |
| Liste des chapitres : - Chapitre 20 : Bataille en intérieur et en "bande" (屋内戦でビンビン, Okunai-sen de binbin) - Chapitre 21 : La reine et l'espadon (女王と巨大剣, Joō to kyodai ken) - Chapitre 22 : Dans la fumée des gaz volcaniques (火山ガスの舞う中で・・・, Kazan gasu no mau naka de) - Chapitre 23 : L'aspigrammme géant à six côtés (吸収の巨大六芒星, Kyūshū no kyodai rokubōsei) - Chapitre 24 : Yeux ouverts, oreilles bouchées (関心の視野と無関心の聴覚野, Kanshin no shiya to mukanshin no chōkaku no) |                   |                                                                          |                   |                   |
| 6 | 9 novembre 2018   | 978-4-06-513245-6 (édition standard) 978-4-06-514107-6 (édition limitée) | 1er juin 2022     | 978-2-81-167050-4 |
| Liste des chapitres : - Chapitre 25 : Court-métrage et travail de groupe (短編映画と共同作業, Tanpen eiga to kyōdō sagyō) - Chapitre 26 : Expérience, inexpérience et réaction de rejet (慣れと不慣れと拒否反応, Nare to funare to kyohi han'nō) - Chapitre 27 : L'or corrodé (腐食の黄金, Fushoku no kogane) - Chapitre 28 : Une attaque nommée "Aide" (救済という攻撃, Kyūsai to iu kōgeki) - Chapitre 29 : Décisions qui dépassent les humains (超えた人間たちの判断, Koeta ningen-tachi no handan)                      |                   |                                                                          |                   |                   |
| 7 | 9 avril 2019      | 978-4-06-514870-9                                                        | 17 août 2022      | 978-2-81-167122-8 |
| Liste des chapitres : - Chapitre 30 : 一方通行の選択 (Ippōtsūkō no sentaku) - Chapitre 31 : 悪意の連鎖と悪意ブレイカー (Akui no rensa to akui bureikā) - Chapitre 32 : 高難度の潜入 (Kō nando no sen'nyū) - Chapitre 33 : 前進と停止 (Zenshin to teishi) - Chapitre 34 : 弱いものから戦いはじめる (Yowai mono kara tatakai hajimeru) |                   |                                                                          |                   |                   |
| 8 | 9 septembre 2019  | 978-4-06-516443-3                                                        | 5 octobre 2022    | 978-2-81-167123-5 |
| Liste des chapitres : - Chapitre 35 : マウントの争奪戦 (Maunto no sōdatsu-sen) - Chapitre 36 : 受難と希望の連戦 (Junan to kibō no rensen) - Chapitre 37 : 魔法使いと竜術士 (Mahōtsukai to ryū-jutsu-shi) - Chapitre 38 : 望んだ膠着と望まない者 (Nozonda kōchaku to nozomanai mono) - Chapitre 39 : 炎上と友情 (Enjō to yūjō) |                   |                                                                          |                   |                   |
| 9 | 9 mars 2020       | 978-4-06-518513-1                                                        | 23 novembre 2022  | 978-2-81-167124-2 |
| Liste des chapitres : - Chapitre 40 : 親と子と家族と個人 (Oya to ko to kazoku to kojin) - Chapitre 41 : 竜術士エピファニオ (Ryū-jutsu-shi epifanio) - Chapitre 42 : 大移動の真相 (Dai idō no shinsō) - Chapitre 43 : 光の戦士とメス全部殺すマン (Hikari no senshi to mesu zenbu korosu man) - Chapitre 44 : アサシンと商人 (Asashin to shōnin) |                   |                                                                          |                   |                   |
| 10 | 9 septembre 2020  | 978-4-06-520592-1                                                        | 1er mars 2023     | 978-2-81-167739-8 |
| Liste des chapitres : - Chapitre 45 : ヨツヤユースケーの罪と罰 (Yotsuya Yūsukē no tsumi to bachi) - Chapitre 46 : 条約とやり残し (Jōyaku to yari nokoshi) - Chapitre 47 : 招集と海 (Shōshū to umi) - Chapitre 48 : 視野狭窄のハルマゲドン (Shiya kyōsaku no harumagedon) - Chapitre 49 : 鍛冶の王国 (Tan'ya no ōkoku) |                   |                                                                          |                   |                   |
| 11 | 9 décembre 2020   | 978-4-06-521677-4                                                        | 7 juin 2023       | 978-2-81-168344-3 |
| Liste des chapitres : - Chapitre 50 : 鎖に繫がれる事に甘んじた象 (Kusari ni tsuna gareru koto ni amanjita zō) - Chapitre 51 : 金と変容 (Kin to hen'yō) - Chapitre 52 : カゼオ僧侶ジャンガニー (Kazeo sōryo janganī) - Chapitre 53 : 穏やかな走馬灯 (Odayakana sōmatō) - Chapitre 54 : 初めての決意 (Hajimete no ketsui) |                   |                                                                          |                   |                   |
| 12 | 9 juillet 2021    | 978-4-06-524016-8                                                        | 6 septembre 2023  | 978-2-81-168001-5 |
| Liste des chapitres : - Chapitre 55 : カゼオ開祖と人類の敵 (Kazeo kaiso to jinrui no teki) - Chapitre 56 : 抜け殻の賢者 (Nukegara no kenja) - Chapitre 57 : 代行プログラムの考察 (Daikō puroguramu no kōsatsu) - Chapitre 58 : 俺の魔法 (Ore no mahō) - Chapitre 59 : 底辺労働者と頂点経営者 (Teihen rōdō-sha to chōten keiei-sha) |                   |                                                                          |                   |                   |
| 13 | 9 décembre 2021   | 978-4-06-526272-6                                                        | 29 novembre 2023  | 978-2-81-168003-9 |
| Liste des chapitres : - Chapitre 60 : 開戦と分離体 (Kaisen to bunri-tai) - Chapitre 61 : 2つの秘匿魔法 (2-tsu no hitoku mahō) - Chapitre 62 : このままじゃ無理 (Kono mama ja muri) - Chapitre 63 : 国と国民と経済 (Kuni to kokumin to keizai) - Chapitre 64 : 金属の雨 (Kinzoku no ame) |                   |                                                                          |                   |                   |
| 14 | 9 mai 2022        | 978-4-06-527831-4                                                        | 6 mars 2024       | 978-2-81-168639-0 |
| Liste des chapitres : - Chapitre 65 : それぞれの道 (Sorezore no michi) - Chapitre 66 : 面倒と大人 (Mendō to otona) - Chapitre 67 : 言葉より古い音 (Kotoba yori furui oto) - Chapitre 68 : 分断と水獣 (Bundan to mizu-jū) - Chapitre 69 : 神の法の守り手たち (Kami no hō no mamori-te-tachi) |                   |                                                                          |                   |                   |
| 15 | 7 octobre 2022    | 978-4-06-529403-1                                                        | 5 juin 2024       | 978-2-81-168801-1 |
| Liste des chapitres : - Chapitre 70 : 救世主の誕生 (Kyūseishu no tanjō) - Chapitre 71 : 自由と報道 (Jiyū to hōdō) - Chapitre 72 : 濁流を渡る (Dakuryū o wataru) - Chapitre 73 : 若気の至り (Wakage no itari) - Chapitre 74 : 悪と敵？ (Aku to teki?) |                   |                                                                          |                   |                   |
| 16 | 9 mars 2023       | 978-4-06-531035-9                                                        | 4 septembre 2024  | 978-2-81-168802-8 |
| Liste des chapitres : - Chapitre 75 : 達成と絶望 (Tassei to zetsubō) - Chapitre 76 : 不完全な独裁 (Fukanzen na dokusai) - Chapitre 77 : マイモガのアトア (Maimoga no Atoa) - Chapitre 78 : ソリトゥラのフォーノ (Soritora no Fōno) - Chapitre 79 : 疑惑と洗脳 (Giwaku to sen'nō) |                   |                                                                          |                   |                   |
| 17 | 8 août 2023       | 978-4-06-532602-2                                                        | 4 décembre 2024   | 978-2-81-168938-4 |
| Liste des chapitres : - Chapitre 80 : 量産と泥沼 (Ryōsan to doronuma) - Chapitre 81 : 開幕の狼煙 (Kaimaku no noroshi) - Chapitre 82 : 様々なGIFT (Samazamana GIFT) - Chapitre 83 : 崩落でFALL撒く (Hōraku de FALL maku) - Chapitre 84 : 代表を“選ぶ” (Daihyō o "erabu") |                   |                                                                          |                   |                   |
| 18 | 9 janvier 2024    | 978-4-06-534165-0                                                        | 19 mars 2025      | 978-2-81-169618-4 |
| Liste des chapitres : - Chapitre 85 : 2万4000人の瞳 (2-man 4000-ri no hitomi) - Chapitre 86 : かつて手段だったもの (Katsute shudandatta mono) - Chapitre 87 : 解決ではなく改善 (Kaiketsude wa naku kaizen) - Chapitre 88 : 私が守る (Watashi ga mamoru) - Chapitre 89 : 日和ってる奴、いる (Biyori tteru yatsu, iru) |                   |                                                                          |                   |                   |
| 19 | 7 juin 2024       | 978-4-06-535792-7                                                        | 18 juin 2025      | 979-1-04-330158-2 |
| Liste des chapitres : - Chapitre 90 : 終わりは突然 (Owari wa totsuzen) - Chapitre 91 : 野生と理性 (Yasei to risei) - Chapitre 92 : 本日も事故の無いように (Honjitsu mo jiko no nai yō ni) - Chapitre 93 : 深淵からの声 (Shin'en kara no koe) - Chapitre 94 : ガレイ防御陣形部隊 (Garei bōgyo Farankusu butai) |                   |                                                                          |                   |                   |
| 20 | 8 novembre 2024   | 978-4-06-537421-4                                                        | 17 septembre 2025 | 979-1-04-330205-3 |
| Liste des chapitres : - Chapitre 95 : 生還者 (Sabaibā) - Chapitre 96 : 硝子の王命 (Garasu no oumei) - Chapitre 97 : 手段は問わない (Shudan wa towanai) - Chapitre 98 : 獅子身中の虫たち (Shishishinchū no mushi-tachi) - Chapitre 99 : 声明と使命 (Seimei to shimei) |                   |                                                                          |                   |                   |
| 21 | 9 avril 2025      | 978-4-06-539052-8                                                        | 3 décembre 2025   | 979-1-04-330434-7 |
| Liste des chapitres : - Chapitre 100 : 100万の恋の上に私達は生きている (Hyakuman no koi no ue ni watashitachi wa ikite iru) - Chapitre 101 : 聖地侵攻 (Seichi shinkō) - Chapitre 102 : 魔術師集結 (Majutsushi shūketsu) - Chapitre 103 : in the 聖地、引火 生死 (in the seichi, inka seishi) - Chapitre 104 : 未練と不屈 (Miren to fukutsu) |                   |                                                                          |                   |                   |
| 22 | 9 septembre 2025  | 978-4-06-540695-3                                                        |                   |                   |
| — |                   |                                                                          |                   |                   |
| Liste des chapitres : - Chapitre 105 : 最期の時間 (Saigo no jikan) - Chapitre 106 : 自分の幸せ？ (Jibun no shiawase?) - Chapitre 107 : 群れになる (Mure ni naru) - Chapitre 108 : カゲロウの命 (Kagerō no inochi) - Chapitre 109 : 10周目 (10 shū-me) |                   |                                                                          |                   |                   |

## Anime
Une adaptation en série télévisée animée a été annoncée le 3 mars 2020. Il a été produit par Maho Film et réalisé par Kumiko Habara. Takao Yoshioka a écrit les scénarios, Eri Kojima et Toshihide Masudate ont dessiné les personnages et Ken Ito a composé la musique. La série a été diffusée du 2 octobre au 18 décembre 2020 sur Tokyo MX et d'autres chaînes. Kanako Takatsuki a interprété la chanson du générique d'ouverture "Anti world", tandis que Liyuu a interprété la chanson du générique de fin "Carpe Diem",. La série a duré 12 épisodes. En France, l'anime est diffusé sur la plateforme en ligne Crunchyroll.
Le 18 décembre 2020, peu après la diffusion du final de la première saison, une deuxième saison est annoncée et diffusée du 10 juillet au 25 septembre 2021,. La VTuber Kaede Higuchi a interprété la chanson du générique d'ouverture de la deuxième saison "Baddest", tandis que Kanako Takatsuki a interprété la chanson générique de fin de la deuxième saison "Subversive",.

### Liste des épisodes

#### Saison 1
| No | Titre français                                       | Titre japonais                           | Titre japonais                         | Date de 1re diffusion |
| No | Titre français                                       | Kanji                                    | Rōmaji                                 | Date de 1re diffusion |
| -- | ---------------------------------------------------- | ---------------------------------------- | -------------------------------------- | --------------------- |
| 1  | Indigne d'être un héros                              | 勇者失格                                 | Yūsha Shikkaku                         | 2 octobre 2020        |
| 2  | La ville tant haïe                                   | 大嫌いなこの街を                         | Daikirai na Kono Machi o               | 9 octobre 2020        |
| 3  | Aide-moi                                             | あたしを助けて                           | Atashi o Tasukete                      | 16 octobre 2020       |
| 4  | Kahabell de Cortonel                                 | コルトネルのカハベル                     | Korutoneru no Kahaberu                 | 23 octobre 2020       |
| 5  | Le prix d'une vie                                    | 命の価値は                               | Inochi no Kachi wa                     | 30 octobre 2020       |
| 6  | Ruines anciennes de Hoze Banyazt Aragts              | 古代遺跡ホッズ・バニャザット・アラグッツ | Kodai Iseki Hozzu Banyazatto Araguttsu | 6 novembre 2020       |
| 7  | Le guerrier de la lumière et l'étranger des ténèbres | 光の戦士と闇の他人                       | Hikari no Senshi to Yami no Tanin      | 13 novembre 2020      |
| 8  | Tueur de PNJ                                         | ノン プレイヤーキラー                    | Non Pureiyā Kirā                       | 20 novembre 2020      |
| 9  | Un logout excitant                                   | ときめきログアウト                       | Tokimeki Roguauto                      | 27 novembre 2020      |
| 10 | La mort de Yûsuke Yotsuya                            | 四谷友助死す                             | Yotsuya Yūsuke Shisu                   | 4 décembre 2020       |
| 11 | Magiha pour l'éternité                               | マジハよ永遠に                           | Majiha yo Towa ni                      | 11 décembre 2020      |
| 12 | L'été d'un meurtrier                                 | 殺人犯の夏                               | Satsujin-han no Natsu                  | 18 décembre 2020      |

#### Saison 2
| No | Titre français                      | Titre japonais                       | Titre japonais                     | Date de 1re diffusion |
| No | Titre français                      | Kanji                                | Rōmaji                             | Date de 1re diffusion |
| -- | ----------------------------------- | ------------------------------------ | ---------------------------------- | --------------------- |
| 13 | Mais oui ! Allons à Jyphonn         | そうだ ジフォン、行こう。            | Sō da Jifon, Ikō.                  | 10 juillet 2021       |
| 14 | Yâna et Aoiu, les deux väike daam   | ヤーナ＆アォユーふたりはヴァイクダム | Yāna & Aoyū Futari wa Vaikudamu    | 17 juillet 2021       |
| 15 | Je ne peux pas devenir un justicier | 正義の味方にはなれない               | Seigi no Mikata ni wa Narenai      | 24 juillet 2021       |
| 16 | L'île tremble                       | 流れる島                             | Nagareru Shima                     | 31 juillet 2021       |
| 17 | Ma bi** a une de ces triques        | ツィンコ ビンビン                    | Tsinko Binbin                      | 7 août 2021           |
| 18 | Seulement les yeux levés au ciel    | 彼らはただそれを見上げる             | Karera wa Tada Sore o Miageru      | 14 août 2021          |
| 19 | Court métrage et le sixième héros   | 短編映画と六番目の勇者               | Tanpen Eiga to Roku-banme no Yūsha | 21 août 2021          |
| 20 | Le voyage mortuaire                 | 死出の旅                             | Shide no Tabi                      | 28 août 2021          |
| 21 | L'attaque générale des monstres     | 魔獣総進撃                           | Majū Sōshingeki                    | 4 septembre 2021      |
| 22 | Désir d'anéantissement              | 滅亡への意志                         | Metsubō e no Ishi                  | 11 septembre 2021     |
| 23 | L'évêque draconique                 | ドラゴンビショップ                   | Doragon Bishoppu                   | 18 septembre 2021     |
| 24 | Sur un million de vies              | 100万の命の上に                      | Hyakuman no Inochi no Ue ni        | 25 septembre 2021     |

## Produits dérivés

### Roman
Une adaptation en roman écrite par Sawako Kobayashi et illustrée par Nao a été publiée par Kōdansha le 9 juillet 2021.